# Niki Niki Un
Niki Niki Un is een bestuurslaag in het regentschap Timor Tengah Selatan van de provincie Oost-Nusa Tenggara, Indonesië. Niki Niki Un telt 903 inwoners (volkstelling 2010).